# Finsterbach (Große Mühl)
Der Finsterbach ist ein Bach an der Grenze von Bayern und Oberösterreich. Er ist ein Zufluss der Großen Mühl.

## Geographie

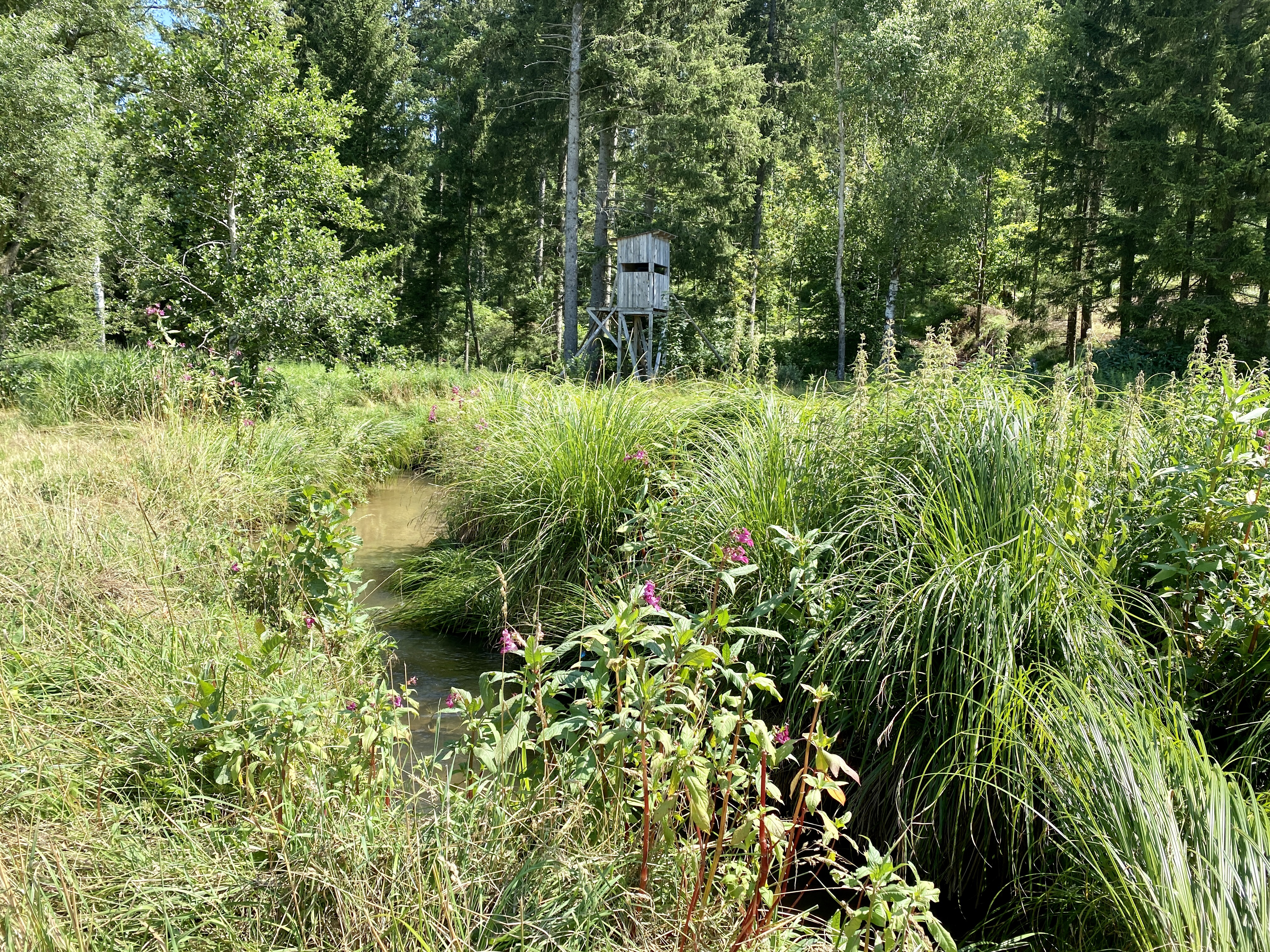
Finsterbach nahe der Mündung in die Große Mühl

Der Bach entspringt auf einer Höhe von 720 m ü. A. Er weist eine Länge von 8,64 km auf und fließt nordwärts entlang der Staatsgrenze von Deutschland und Österreich. Auf der deutschen Seite liegt die Gemeinde Breitenberg, auf der österreichischen Seite die Gemeinden Julbach und Ulrichsberg. Der Finsterbach nimmt linksseitig den Scharrerbach und rechtsseitig den Bräuerbach auf. Er mündet auf einer Höhe von 592 m ü. A. rechtsseitig in die Große Mühl.
Das Einzugsgebiet des Finsterbachs erstreckt sich über eine Fläche von 12,53 km². Davon liegen etwa 6,86 km² in Deutschland und etwa 5,68 km² in Österreich. Zum Einzugsgebiet in Deutschland gehört der Gemeindeteil Gollnerberg und zum Einzugsgebiet in Österreich die Ortschaft Kriegwald.

## Umwelt
Auf der österreichischen Seite ist der Finsterbach Teil der 22.302 Hektar großen Important Bird Area Böhmerwald und Mühltal. Sein österreichisches Mündungsgebiet gehört zum Europaschutzgebiet Böhmerwald-Mühltäler.